# Bulusari (Tarokan)
Bulusari is een bestuurslaag in het regentschap Kediri van de provincie Oost-Java, Indonesië. Bulusari telt 8966 inwoners (volkstelling 2010).